# 8406-os mellékút (Magyarország)
A 8406-os számú mellékút egy közel 34 kilométer hosszú, négy számjegyű mellékút Veszprém vármegye és Vas vármegye határvidékén. Pápa városát köti össze a tőle északnyugati irányban fekvő, környező településekkel.

## Nyomvonala
Pápa város északnyugati külterületei között ágazik ki a 83-as főútból, annak a 30+750-es kilométerszelvénye közelében, északnyugat felé. Alig több mint 3 kilométer után elhagyja a város területét, átlépve Nagyacsád határát; e község első házait 5,3 kilométer után éri el. Települési neve itt Kossuth Lajos utca, így is lép ki a belterületről, még a 7. kilométerének elérése előtt.
Kevéssel a 8. kilométerét elhagyva már Nemesgörzsöny házai között folytatódik, ahol előbb a Széchenyi utca, majd egy irányváltást követően a Kossuth utca nevet viseli. A község északi részében, egy újabb iránytörés után a Petőfi utca nevet veszi fel, majd ezt az elnevezést az a 84 303-as számú mellékút viszi tovább, amely majdnem pontosan a 10. kilométerénél ágazik ki belőle, a Pápa–Csorna-vasútvonal Nemesgörzsöny megállóhelye irányába. Az előbbi elágazását követően az út rövidesen visszatér az északnyugati irányhoz, és egyúttal kilép a belterületről.
12,2 kilométer urán elhalad Nemesgörzsöny, Egyházaskesző és Marcaltő hármashatára mellett, és szinte ugyanott átszeli a Marcal folyót is. Marcaltő területét ennél jobban nem érinti, a folytatásban egyházaskeszői területen húzódik, a községet 13,4 kilométer után éri el, a Munkácsy utca nevet felvéve. Északi irányban húzódva érkezik meg a faluközpontba, ahol egy elágazása következik: kelet felé a 8407-es út ágazik ki belőle, míg a 8406-os nyugat felé folytatódik; mindkét útszakasz a Kossuth Lajos utca nevet viseli.
A 8406-os a 15. kilométere táján éri el Egyházaskesző legnyugatibb házait, de egy darabig még a határai között marad, ott keresztezi, 	16,6 kilométer után a 8412-es utat is, amely a találkozásnál nagyjából 4,5 kilométer teljesítésén van túl, Rábaszentandrás déli határszéle és Vönöck térsége között húzódva. 19,6 kilométer után éri el Magyargencs határszélét, de még ezután is egy darabig a határvonalat kíséri, csak 20,2 kilométer után hagyja el teljesen Egyházaskeszőt. Magyargencset ennél jobban szinte nem is érinti: mintegy 400 méteren át húzódik a község legészakibb fekvésű, lakatlan külterületei közt, majd átlép Kemenesszentpéter területére.
Kemenesszentpéter első házait kevéssel a 21. kilométere után éri el, ahol a Rákóczi utca nevet veszi fel, majd nem sokkal ezt követően kiágazik belőle a 84 121-es számú mellékút, Magyargencs központja irányába. A község katolikus templomét elhagyva egy rövid szakaszon Béke utca, majd Jókai utca a települési neve, így érkezik el egy újabb kereszteződéséhez, ahol a 8426-os út torkollik bele, Páli-Vág, illetve a 86-os főút felől. Nem sokkal ezután az út – kicsivel a 23. kilométerének elérése előtt – elhagyja Kemenesszentpéter lakott területét, de még mintegy 3,5 kilométeren át a község nyugati határrészei között folytatódik.
A 26+450-es kilométerszelvénye táján hagyja el az út Veszprém vármegye Pápai járását és lép át Vas vármegye Celldömölki járásába, azon belül Pápoc területére. A Rába jobb partján fekvő község első házait 29,4 kilométer után éri el, belterületi szakasza előbb, a központban a Vági utca, a központtól nyugatra, Szentmiklósfa községrészben pedig a Sárvári utca nevet viseli. 32,4 kilométer után éri el az útjába eső utolsó település, Kenyeri határszélét, és annak Rábakecskéd nevű településrészébe érkezve ér véget, beletorkollva a 8611-es útba, annak a 26. kilométere közelében.
Teljes hossza, az országos közutak térképes nyilvántartását szolgáló kira.gov.hu adatbázisa szerint 33,824 kilométer.

## Települések az út mentén
- Pápa
- Nagyacsád
- Nemesgörzsöny
- (Marcaltő)
- Egyházaskesző
- (Magyargencs)
- Kemenesszentpéter
- Pápoc
- Kenyeri-Rábakecskéd